# Mercedes-Benz en Fórmula 1
Mercedes-Benz es una de las automotrices más exitosas de la Fórmula 1, considerada uno de los cuatro equipos con mejores resultados, junto con Williams, Ferrari y McLaren. Participó inicialmente como constructor en Fórmula 1 en 1954 y 1955, y volvió a hacerlo desde 2010 hasta la actualidad. El equipo alemán ganó ocho Campeonatos de Constructores de forma consecutiva (de 2014 a 2021). Es la tercera escudería que posee más Campeonatos de Pilotos, con 9 (1954, 1955, 2014, 2015, 2016, 2017, 2018, 2019 y 2020); ganados por Lewis Hamilton (6), Juan Manuel Fangio (2) y Nico Rosberg (1). También es el tercer equipo en la historia con más victorias (125) y poles (137) en todos los ítems anteriores, solamente por detrás de Ferrari y McLaren.
El chasis y motor son construidos por Mercedes-Benz. Mercedes-Benz Group es la empresa propietaria de la escudería. Su director actual es Toto Wolff y sus pilotos titulares son Andrea Kimi Antonelli y George Russell, mientras que Valtteri Bottas es piloto reserva.
Además, la marca ha sido fabricante de motores para otras escuderías, teniendo sus mayores éxitos con McLaren a finales de los 90 y en los años 2000. Como proveedora de motores, actualmente abastece a las escuderías Aston Martin, McLaren y Williams. En este rubro, obtuvo dos campeonatos de pilotos en 1998 y 1999, de la mano del finés Mika Häkkinen (McLaren), uno en 2008 con Lewis Hamilton (McLaren) y uno en 2009 con el inglés Jenson Button (Brawn GP). Al mismo tiempo, conquistó tres campeonatos de constructores en 1998, 2009 y 2024 de la mano de Brawn GP (2009) y McLaren (1998 y 2024).

## Historia

### Antecedentes
Mercedes-Benz compitió anteriormente en la era de los Grandes Premios en la década de 1930, cuando las «Flechas plateadas» dominaron las carreras junto a sus rivales Auto Union. Rudolf Caracciola, Manfred von Brauchitsch, Hermann Lang y Luigi Fagioli fueron sus principales pilotos. Caracciola ganó el Campeonato Europeo de Pilotos en tres ocasiones (1935, 1937 y 1938) con Mercedes-Benz.

### 1954-1955: primera etapa

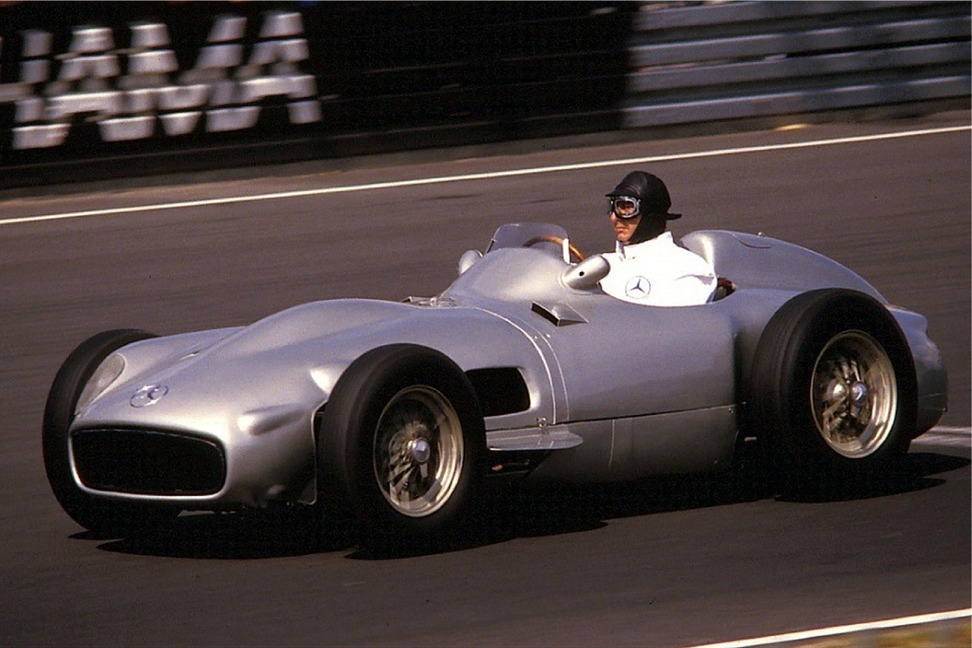
Mercedes-Benz W196 de Juan Manuel Fangio.

En 1954, Mercedes-Benz regresó a lo que ahora se conoce como Fórmula 1 (un campeonato mundial que se estableció en 1950) bajo el liderazgo de Alfred Neubauer, utilizando el Mercedes-Benz W196 tecnológicamente avanzado. El coche se ejecutó tanto en la configuración convencional de ruedas descubiertas como en una forma aerodinámica, que presentaba ruedas cubiertas y una carrocería más ancha («Tipo Monza»). Juan Manuel Fangio, el campeón de 1951, se trasladó a mitad de temporada de Maserati a Mercedes-Benz para su debut en el Gran Premio de Francia el 4 de julio de 1954. El equipo tuvo un éxito inmediato y registró una victoria por 1-2 con Fangio y Karl Kling, como así como la vuelta rápida (Hans Herrmann). Fangio ganó tres carreras más en 1954, ganando el campeonato.
El éxito continuó en la temporada de 1955, con Mercedes-Benz desarrollando el W196 durante todo el año. Mercedes-Benz volvió a dominar la temporada, con Fangio ganando cuatro carreras y su nuevo compañero de equipo Stirling Moss ganando el Gran Premio de Gran Bretaña. Fangio y Moss terminaron primero y segundo en el campeonato de ese año. El desastre de en las 24 Horas de Le Mans de 1955 el 11 de junio, en el que murió el piloto de autos deportivos de Mercedes-Benz, Pierre Levegh, y más de 80 espectadores, provocó la cancelación de los Grandes Premios de Francia, Alemania, España y Suiza. Al final de la temporada, el equipo se retiró del automovilismo, incluida la Fórmula 1. Durante este primer período de participación del equipo en la Fórmula 1, Mercedes ganó nueve carreras en total, incluidas tres ganadas por el «Tipo Monza», lo que son las únicas tres carreras ganadas por un coche de rueda cerrada en la historia del campeonato.

### 2010-presente: segunda etapa

#### 2010-2013: En la zona media

##### 2010: compra de Brawn GP

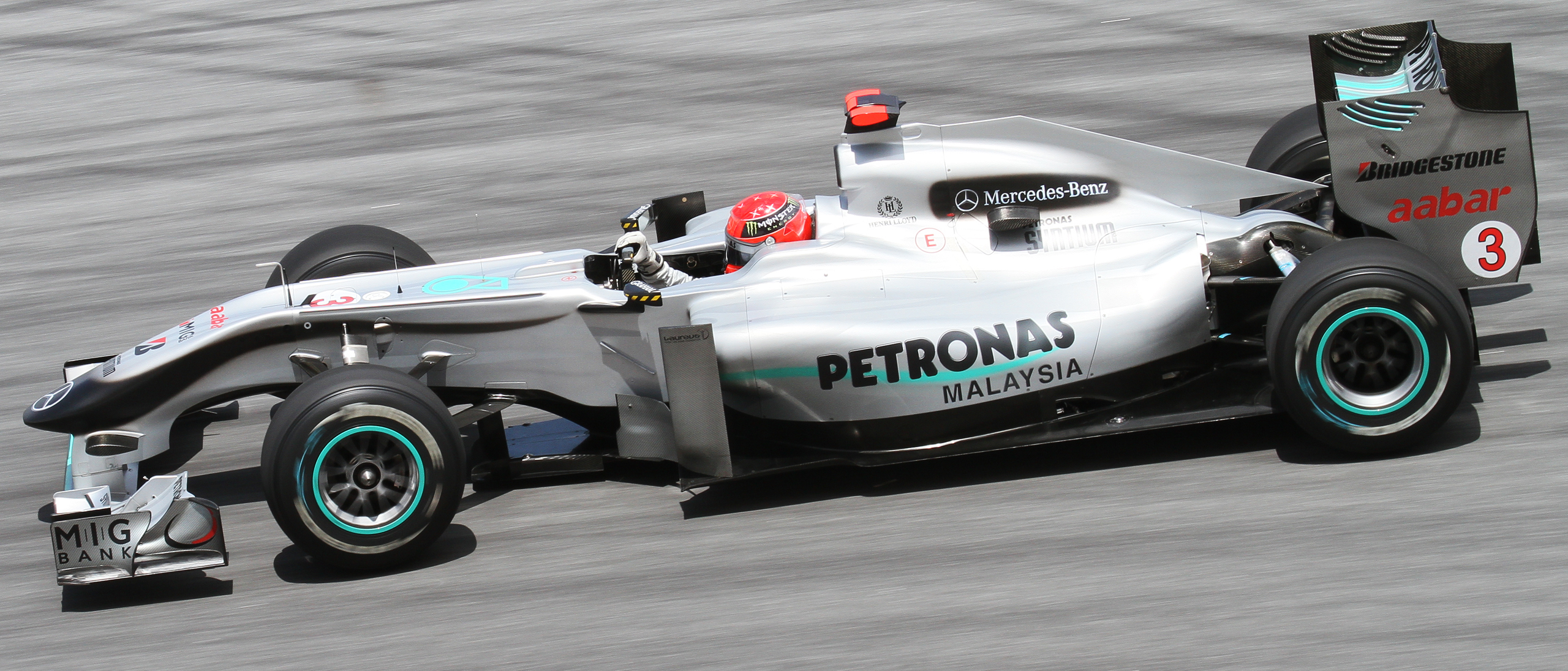
Michael Schumacher en su MGP W01 durante el GP de Malasia.

Al terminar la temporada 2009, muchas fueron las especulaciones que apuntaban a una mayor unión entre Brawn GP y Mercedes-Benz. Finalmente, el 16 de noviembre se confirmó la compra de Mercedes a Ross Brawn del equipo de Brackley, específicamente el 75,1% del accionariado. Así, los socios mayoritarios serían Mercedes-Benz y Aabar. El equipo es renombrado como Mercedes Grand Prix.

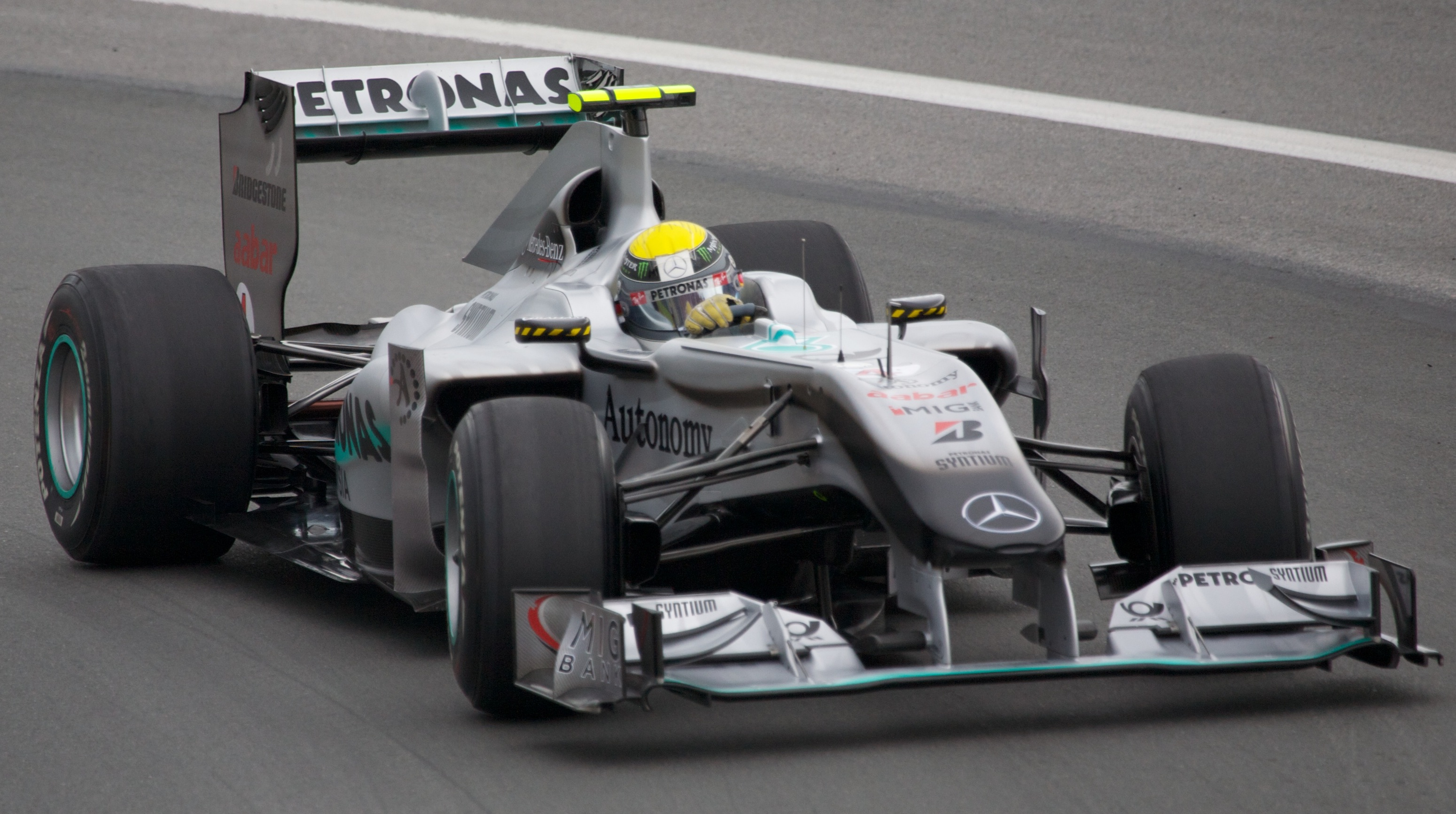
Nico Rosberg consiguió superar a su compañero de equipo.

Con la adquisición de Brawn GP, Mercedes-Benz anuncia su desvinculación parcial del equipo McLaren, con la venta de su 40% de participación sobre el equipo, las cuales serán compradas por el mismo McLaren. Sin embargo, mantendrán el suministro de motores al equipo británico hasta la finalización de la temporada 2014.
El 21 de diciembre de 2009, se anunció el acuerdo de patrocinio entre la empresa petrolífera malasiense Petronas y Mercedes GP. Petronas patrocinó a Sauber y BMW Sauber desde 1994 hasta 2009, y en un principio se pensó que seguiría junto al renacido Sauber, pero finalmente lo desmintieron y firmaron por Mercedes GP.
El día 16 de noviembre de 2009, con el anuncio de la compra del equipo campeón de la temporada 2009, Brawn GP, anunció su vuelta a la Fórmula 1 por parte de Mercedes a partir de 2010. Con esta adquisición, McLaren (hasta ahora "pareja" de la marca de la estrella en la Fórmula 1) es simplemente un equipo que recibe los motores alemanes, igualmente Mercedes-Benz venderá el 40% de las acciones que posee sobre McLaren, que serán compradas por el equipo de Woking. Estaba previsto que, para 2011, Mercedes se desvincule totalmente de McLaren en lo que respecta a la propiedad del equipo pero esto no ocurrió hasta el 2014, siendo este el último año de McLaren con un motor Mercedes.
Para la primera temporada del equipo en la F1 moderna, Mercedes-Benz GP fichó al heptacampeón mundial Michael Schumacher y a Nico Rosberg, proveniente de Williams.
Pese a que los inicios no eran del todo malos (Nico Rosberg logró dos podios consecutivos en Malasia y China y los pilotos acababan frecuentemente en los puntos), Mercedes no podía luchar con los monoplazas punteros (Ferrari, McLaren y Red Bull). En el GP de España presentaron la primera gran evolución en el W01 para tratar de ayudar a un Michael Schumacher lastrado por la tendencia subviradora de su coche. A partir de aquella carrera sus resultados se caracterizaron por las intermitencias (por ejemplo, fueron muy competitivos en Turquía pero no puntuaron en Hungría). Solamente consiguieron un podio más y, finalmente, el equipo anglogermánico acabó 4º en constructores.
En general, Schumacher rindió por debajo de lo esperado (su mejor resultado fue un 4º puesto que logró en 3 ocasiones) y las tres terceras posiciones de un constante Rosberg solamente sirvieron para maquillar algo la situación. Mercedes no heredó la supremacía de Brawn GP y a tenor de la inversión hecha por la casa alemana, esta temporada debe calificarse de floja.

##### 2011: año sin podios

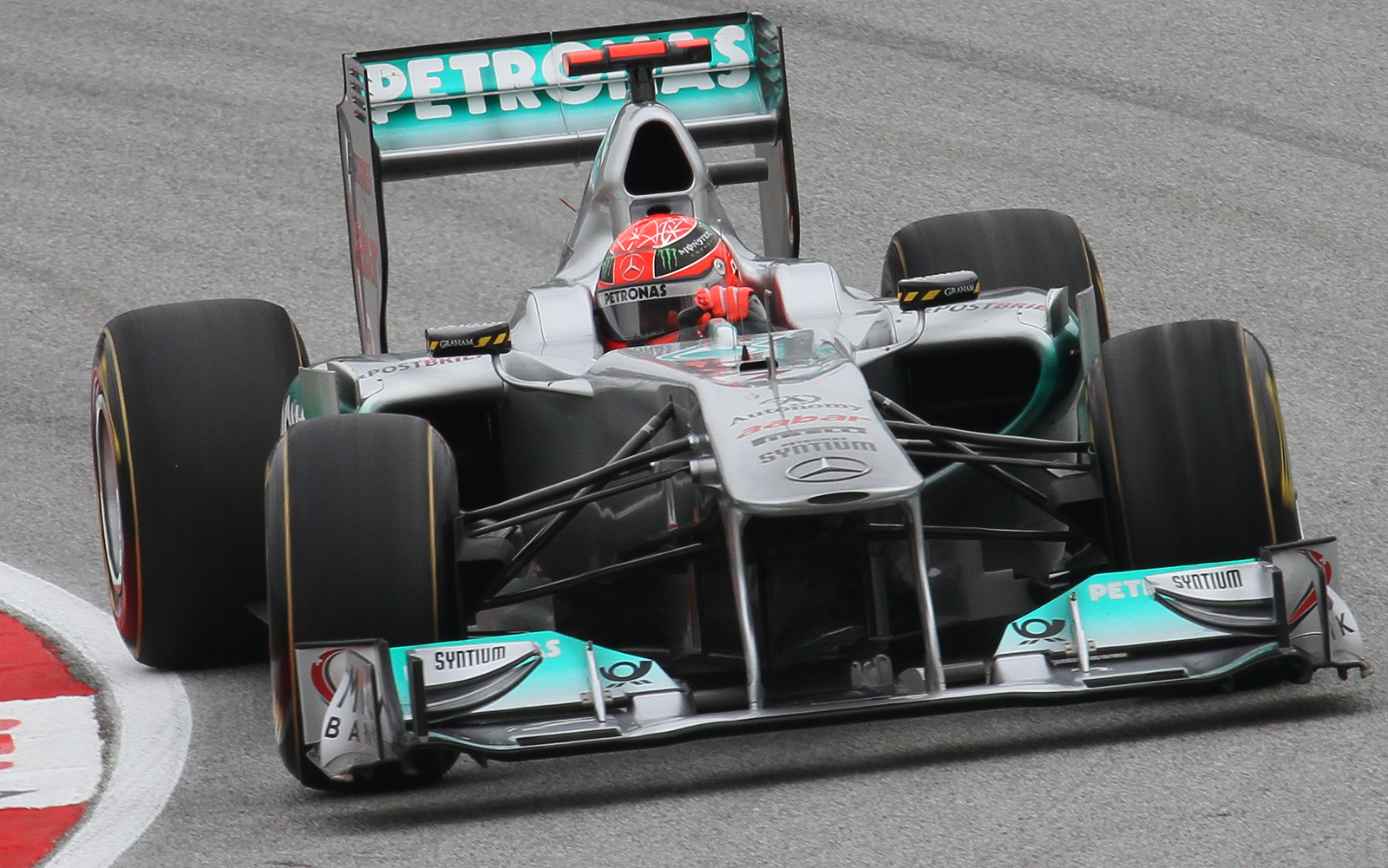
Michael Schumacher al volante del W02.

En la segunda temporada de la escudería desde su retorno, el alemán Michael Schumacher se mostró mejor adaptado al monoplaza y a la categoría, alcanzando los mejores resultados del equipo en la temporada y batallando de par en par con su compatriota Nico Rosberg. Entre los resultados obtenidos por Mercedes, se destaca el cuarto lugar logrado por Michael Schumacher en el GP de Canadá, tras haber estado durante las vueltas finales en el segundo puesto, y la quinta posición obtenida por el experimentado piloto en el histórico GP de Bélgica, tras haber partido en la última posición. Los resultados tampoco fueron los esperados. Rosberg tuvo destellos de gloria en China (lideró la carrera pero tuvo que aflojar al final por problemas de combustible) y Turquía (salió desde la 3ª plaza en parrilla), mientras Schumacher tuvo opciones de podio en Canadá; pero al final Mercedes ni siquiera consiguió un cajón, teniendo muchos problemas con el desgaste de los neumáticos y finalizaron a bastante distancia de los equipos punteros, aunque al menos consolidaron su 4ª posición en el campeonato. En general, de nuevo fue un año en el que las expectativas no fueron satisfechas.

##### 2012: primera victoria en más de cincuenta años

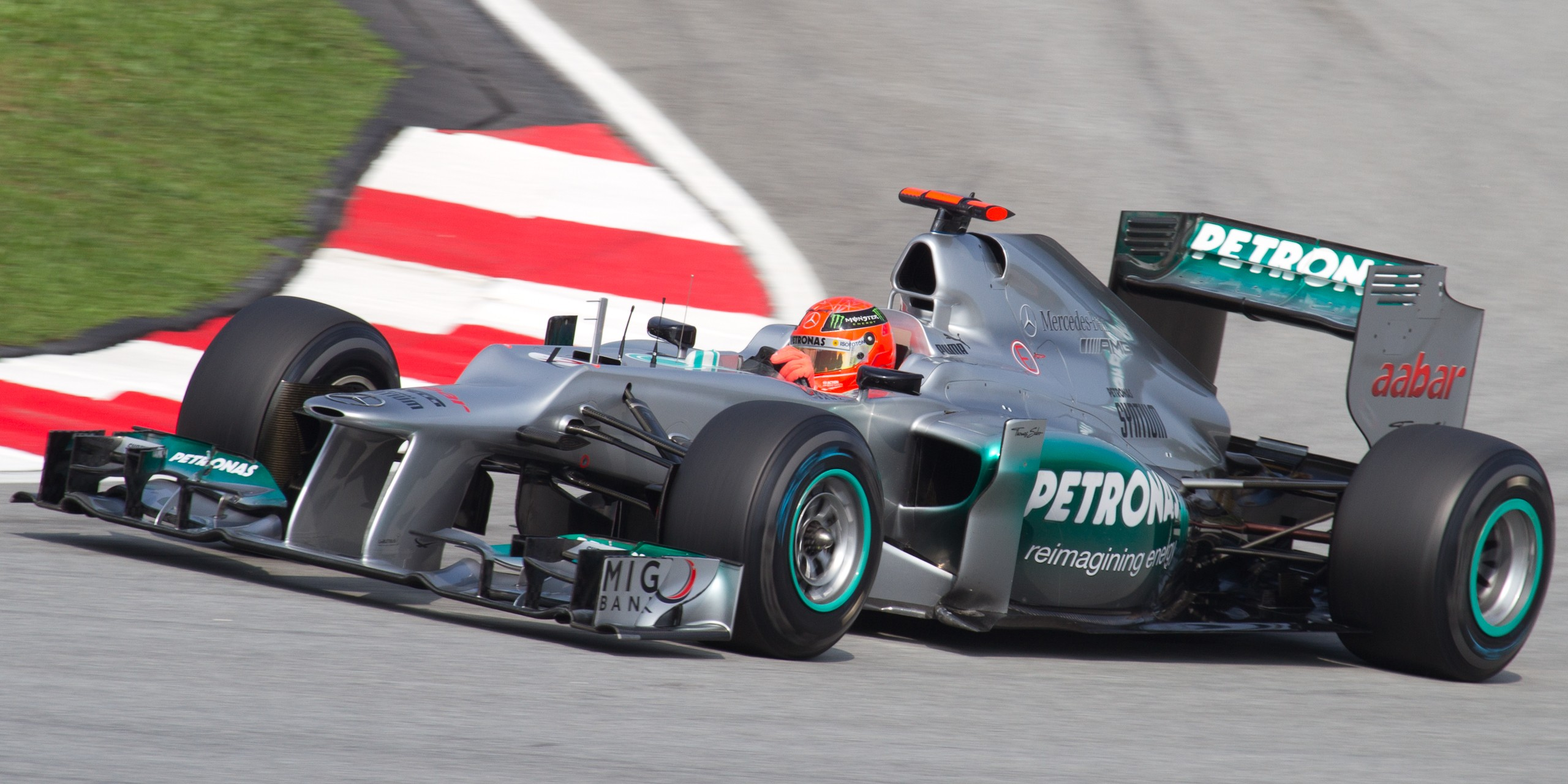
Michael Schumacher pilotando el W03.

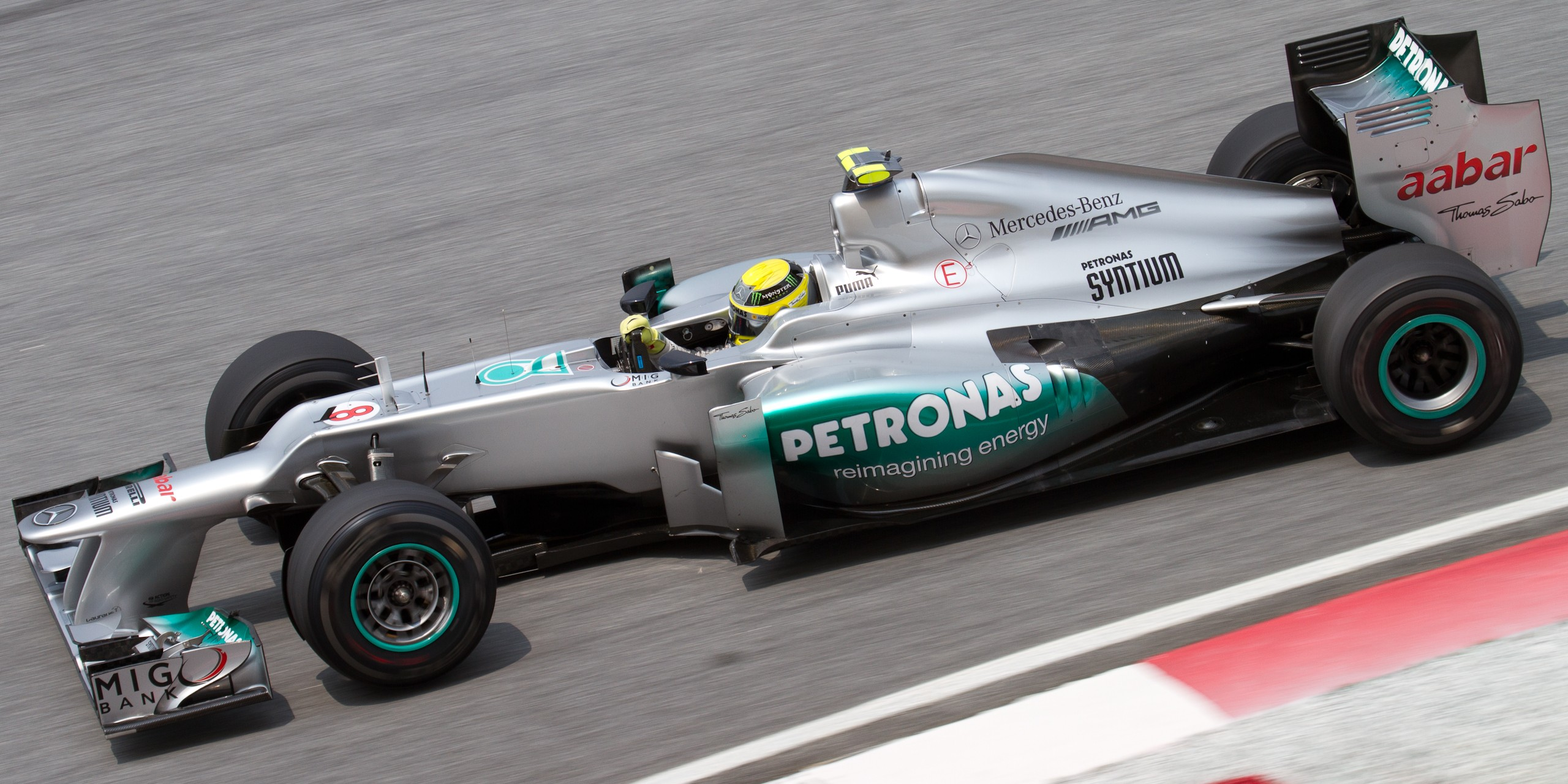
Nico Rosberg devolvió el triunfo a Mercedes, más de medio siglo después.

De cara a la próxima temporada de la máxima categoría a nivel mundial (2012), se anunció el cambio del nombre completo del equipo a Mercedes AMG F1 Team con expectativas de que las "flechas plateadas" puedan volver a batallar por las victorias. Para ello, el equipo reestructura su departamento técnico, contando con nuevo personal como Geoff Willis, Bob Bell o Aldo Costa. La alineación de pilotos continuaba siendo la misma, con Nico Rosberg recién renovado.
El equipo empieza el año mostrando buen rendimiento en la clasificación gracias a su DRS-Duct, pero en carrera sufre con la degradación de los neumáticos y no consigue buenos resultados, con apenas un punto sumado en el GP de Malasia.
En el GP de China, Rosberg y Schumacher hacen una gran Q3 para obtener las primeras dos posiciones de la parrilla de inicio, en parte gracias a que el original segundo clasificado Lewis Hamilton es penalizado por cambiar la caja de cambios con 5 posiciones. Así, los Mercedes F1 W03 arrancan en la primera línea, éxito que no se lograba desde el GP de Monza de 1955. En carrera, Rosberg consigue llevarse la victoria con autoridad y devuelve el éxito a Mercedes. Este triunfo fue de gran importancia para la escudería, puesto que en el seno de Mercedes había accionistas que habían mostrado su postura favorable a marcharse de la Fórmula 1 tras los sinsabores de 2010 y 2011.
Mercedes volvió a ser competitivo en Mónaco, donde una sanción arrebató la pole position a Michael Schumacher y Nico Rosberg obtuvo la segunda posición en carrera. Michael Schumacher finalmente logró subirse al cajón en Valencia. Sin embargo, el equipo no lograría repetir esos buenos resultados en las siguientes carreras, cayendo a la 5ª plaza del campeonato.
El 28 de septiembre de 2012, se confirma la contratación de Lewis Hamilton por las "flechas plateadas" para 2013, firmado un contrato de 3 temporadas para ser piloto del equipo junto a Nico Rosberg. Asimismo, también se anunció la llegada de Niki Lauda en calidad de asesor y la rescisión del contrato del director deportivo Norbert Haug.
Mercedes tuvo un final de año horrible, con 5 carreras consecutivas sin puntuar, una mala racha que a punto estuvo de costarles el 5º puesto del mundial de constructores, arrojando nuevamente un balance negativo.

##### 2013: llegada de Lewis Hamilton

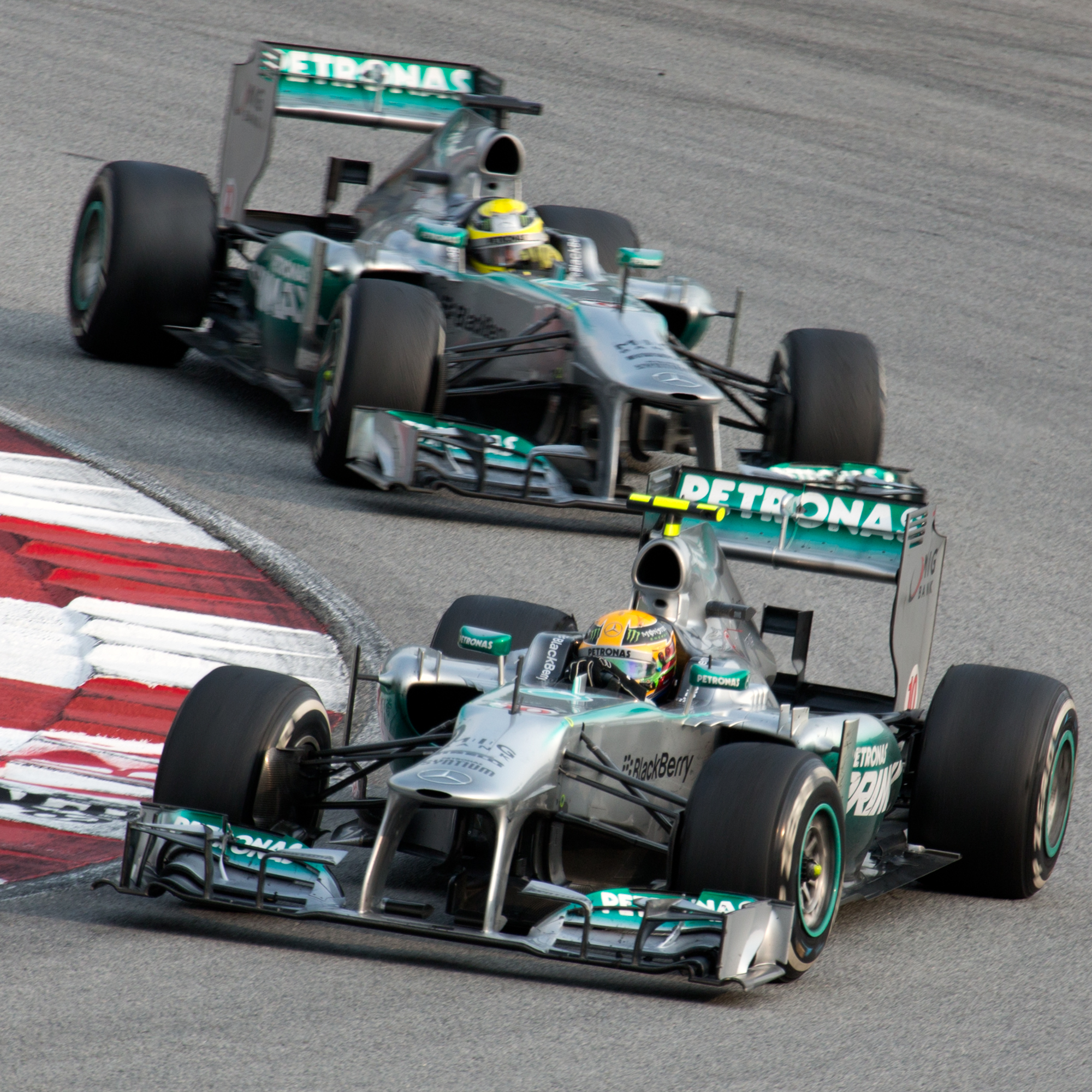
Rosberg y Hamilton en Malasia.

Para 2013, Mercedes contó con varias caras nuevas: Lewis Hamilton ocupó la vacante dejada por Michael Schumacher y Niki Lauda pasó al personal técnico sustituyendo a Norbert Haug. Además, Toto Wolff (nuevo director ejecutivo del equipo) y el citado Niki Lauda se convirtieron en accionistas de Mercedes, adquiriendo el 30% y el 10% de las acciones, respectivamente.
El nuevo coche, el Mercedes AMG F1 W04, fue presentado el 5 de febrero. La marca se fijó el objetivo de estar entre los cuatro mejores equipos. Mercedes terminó los test de pretemporada marcando la pauta en los dos últimos días.
El 2013 comenzaba con las "flechas plateadas" mostrando buena velocidad en clasificación, especialmente de la mano de Lewis Hamilton, aunque no tanto en carrera. El piloto inglés logró los primeros puntos para la escudería al obtener un 5º puesto en el GP de Australia, y consiguió su primer podio con la marca de la estrella terminando 3º en Malasia, justo por delante de Nico Rosberg. El británico repetiría cajón en China, después de lograr la pole position. En Baréin, Nico Rosberg marcó la segunda pole consecutiva para la escudería de Brackley; y aunque en carrera tuvieron más dificultades, ambos pilotos obtuvieron puntos. En Montmeló, los Mercedes coparon la primera línea de la parrilla, pero nuevamente perdieron muchas posiciones en carrera por el excesivo desgaste de sus neumáticos.
Sin embargo, después de hacer un test con los neumáticos Pirelli, su rendimiento en carrera mejoró sustancialmente: En Mónaco, Mercedes parece haber superado los problemas de degradación, lo que ayuda a Rosberg a conseguir su segunda victoria en la F1 y también la segunda para la marca alemana en esta segunda era. Lewis Hamilton regresó al podio en Canadá, resultado que sumado al 5º lugar de Nico Rosberg permite a Mercedes superar a Lotus en la lucha por el 3º puesto del campeonato. Otro triunfo de Rosberg en Silverstone combinado con la 4ª plaza de Hamilton aúpa a Mercedes a la segunda posición del mundial. En Hungría, fue Hamilton quien consiguió su primera victoria con las "flechas plateadas", acercándose al líder del campeonato. En Spa no pudieron repetir triunfo, pero por lo menos Hamilton acabó tercero y Rosberg cuarto. Después de unas carreras algo discretas, con errores tanto por parte del equipo como de los pilotos, Rosberg vuelve a conseguir un podio para el equipo en India y Mercedes pasa a ser el segundo clasificado del mundial de constructores. Otro podio del piloto alemán en Abu Dabi ayudó a mantener esa posición de privilegio en el campeonato, por delante de Ferrari.

#### 2014-2020: dominio en la era híbrida

##### 2014: primer Campeonato de Constructores

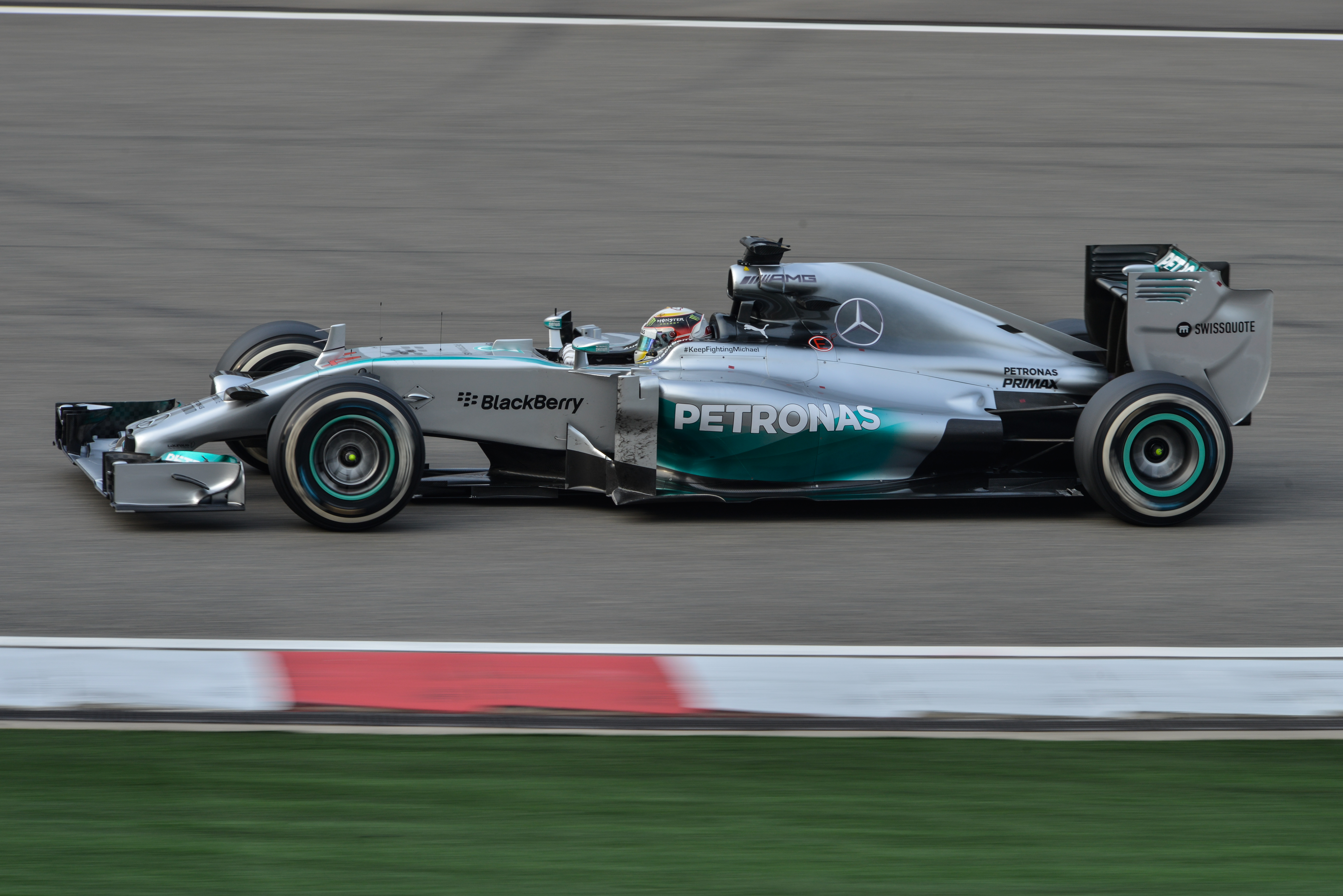
Mercedes consiguió 3 victorias de 3 posibles en China.

Mercedes sigue contando con Lewis Hamilton y Nico Rosberg en 2014, pero la dirección del equipo pasa a manos de Toto Wolff y Paddy Lowe. La escudería presentó su nuevo monoplaza, el W05, el 28 de enero. Tras marcar buenos tiempos y mostrar una buena fiabilidad en los test de pretemporada, se da a Mercedes el cartel de favorito en el GP de Australia.
La escudería hizo buenos los pronósticos obteniendo la pole position con Lewis Hamilton y ganando la carrera con Nico Rosberg, y arrasó en las siguientes 5 pruebas haciendo dobletes con el británico por delante del alemán salvo en Montecarlo. El W05 fue elogiado tanto por su motor como por su aerodinámica. Su impresionante racha termina en Canadá, donde problemas de frenos hacen abandonar a Lewis Hamilton y obligan a Nico Rosberg a ceder la victoria. Sin embargo, la escudería de Brackley vuelve a la senda de la victoria en Silverstone y Hockenheim. Tras dos carreras con algunos problemas donde se ven superados por Daniel Ricciardo, Mercedes vuelve a ganar en Monza y se llevaría el resto de victorias del año.
En el GP de Rusia, Mercedes consigue su noveno doblete de la temporada y se proclama campeón de constructores. Y en la última cita del año, el GP de Abu Dabi, Lewis Hamilton se proclama bicampeón del mundo, el primer piloto en hacerlo con Mercedes desde Juan Manuel Fangio.

##### 2015: primer bicampeonato de pilotos en 60 años

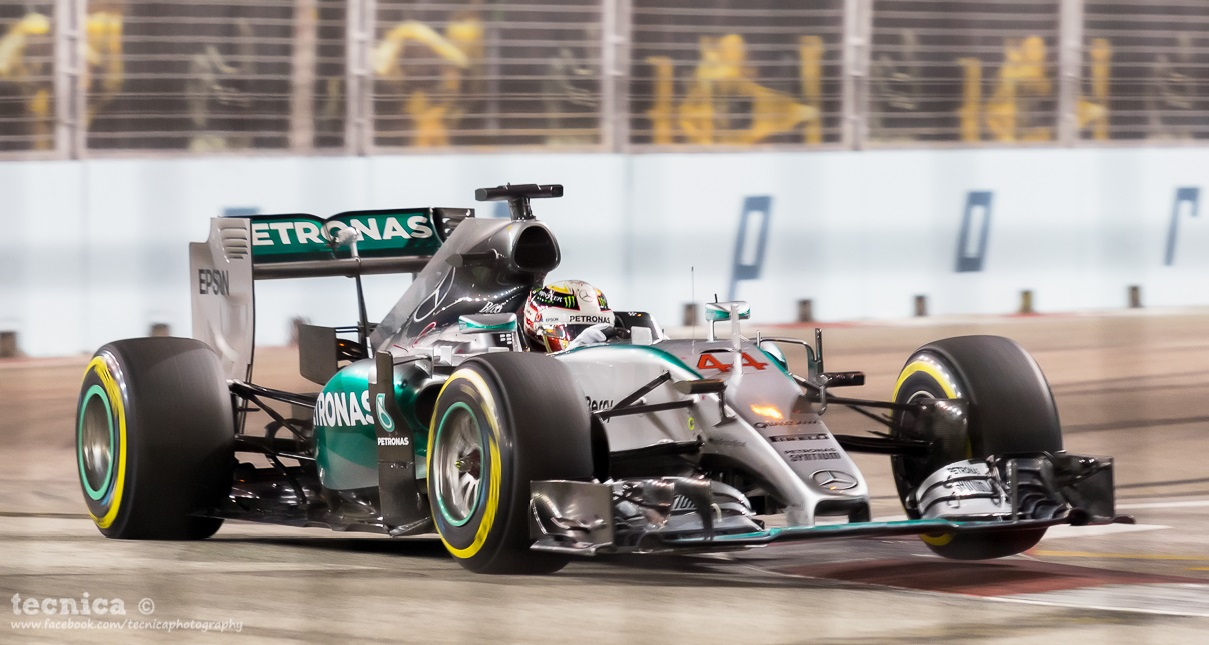
Lewis Hamilton pilotando el W06.

El equipo comenzó el año igual que el anterior, ganando (y haciendo doblete) con una clara superioridad en GP de Australia. En la segunda carrera, el GP de Malasia, se vieron sorprendidos por un coche de seguridad que perjudicó su estrategia y Sebastian Vettel se llevó el triunfo, pero se recuperaron rápidamente con otro doblete en China, y volvieron a ganar las 6 carreras siguientes. Tras malas carreras en Hungría y Singapur, donde Sebastian Vettel se llevó la victoria, entraron algunas dudas. Sin embargo, en el GP de Rusia, Mercedes revalida su campeonato de constructores, y en la cita siguiente en Austin, Lewis Hamilton también vuelve a proclamarse campeón. Las tres últimas carreras de la competición son también ganadas por la escudería, en esta ocasión de la mano de Nico Rosberg, quedando en segunda posición Lewis Hamilton, que no dejó de luchar por los triunfos en ningún momento.

##### 2016: récord de mayor porcentaje de victorias en una temporada

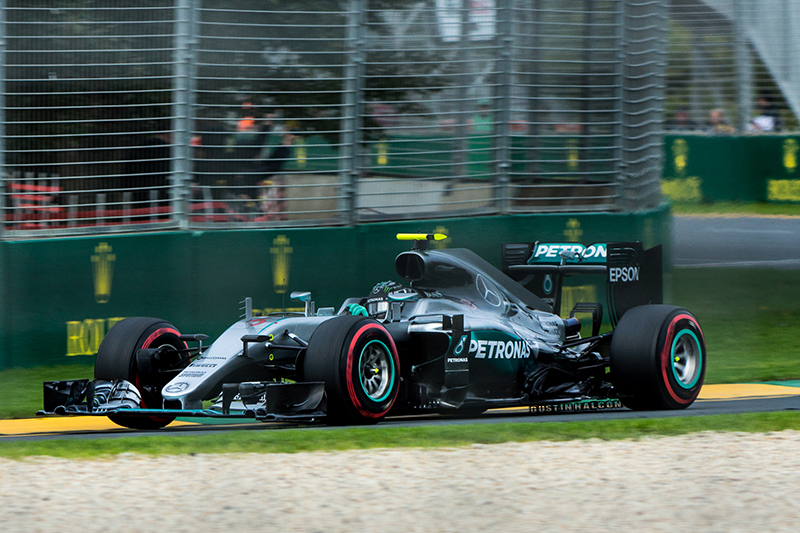
Nico Rosberg pilotando el W07 en el Gran Premio de Australia 2016.

La temporada empezó con cuatro victorias consecutivas de Nico Rosberg y con un pobre rendimiento de Lewis Hamilton, sin embargo tras el choque en la quinta carrera entre ambos miembros del equipo el inglés repunta ganando 6 de las 7 carreras siguientes y se va primera al receso de verano tras el Gran Premio de Hungría.
Después de ganar los grandes premios de Bélgica, Italia y Singapur de manera consecutiva Nico Rosberg vuelve a la punta del campeonato, luego se dio el abandono de Hamilton en el Gran Premio de Malasia dándole una amplia ventaja en el campeonatos de pilotos al alemán.
En el Gran Premio de Japón, Rosberg se asegura no tener que ganar ninguna otra carrera para salir campeón del mundo. Y así sucedió, con Lewis Hamilton ganando las 4 carreras finales y Nico Rosberg segundo. Cabe destacar el apasionante final de temporada en el Gran Premio de los Emiratos Árabes Unidos cuando Hamilton ralentizó la carrera para que Vettel y Max Verstappen lograran alcanzar y, ocasionalmente, sobrepasar a Nico Rosberg así salía campeón el británico. Días después de haber salido campeón del mundo, Rosberg anuncia su retiro de la categoría.
En esta temporada, los autos de Mercedes ganaron 19 de 21 grandes premios, esto es alrededor del 90% de las carreras convirtiéndola en una de las temporadas más exitosas de la historia de Fórmula 1.

##### 2017: primera temporada con Valtteri Bottas
El equipo Mercedes triunfó tanto en el Mundial de Pilotos como en el de Constructores por cuarto año consecutivo, con lo que se convirtió en la cuarta escudería en encadenar semejante racha. Solamente McLaren (1988-1991), Ferrari (1999-2004) y Red Bull (2010-2013) lo habían hecho.
La Fórmula 1 estrenó una nueva generación del Reglamento Técnico, que redefinió la línea aerodinámica de los monoplazas. Mercedes estuvo a la altura del reto. El W08 fue el coche más fuerte de la parrilla, aunque con menos ventaja sobre el Ferrari SF70-H que sus predecesores.
Con Lewis Hamilton y Valtteri Bottas como pilotos oficiales, la marca de la estrella cosechó 12 victorias y 15 pole positions. Despuntó en el Mundial de constructores desde el principio, pero tuvo que trabajar duro para hacer frente a la ofensiva de Sebastian Vettel en el de pilotos.
La regularidad de Hamilton y la fiabilidad de su W08 marcaron la diferencia en la segunda mitad del calendario, cuando Vettel y su Ferrari perdieron el tren del campeonato víctimas de contratiempos de diversa índole. Mercedes mantuvo el monopolio mundialista de la era híbrida, aunque esta vez por menos margen que en las anteriores.

##### 2018: quinto campeonato consecutivo y récord de puntos

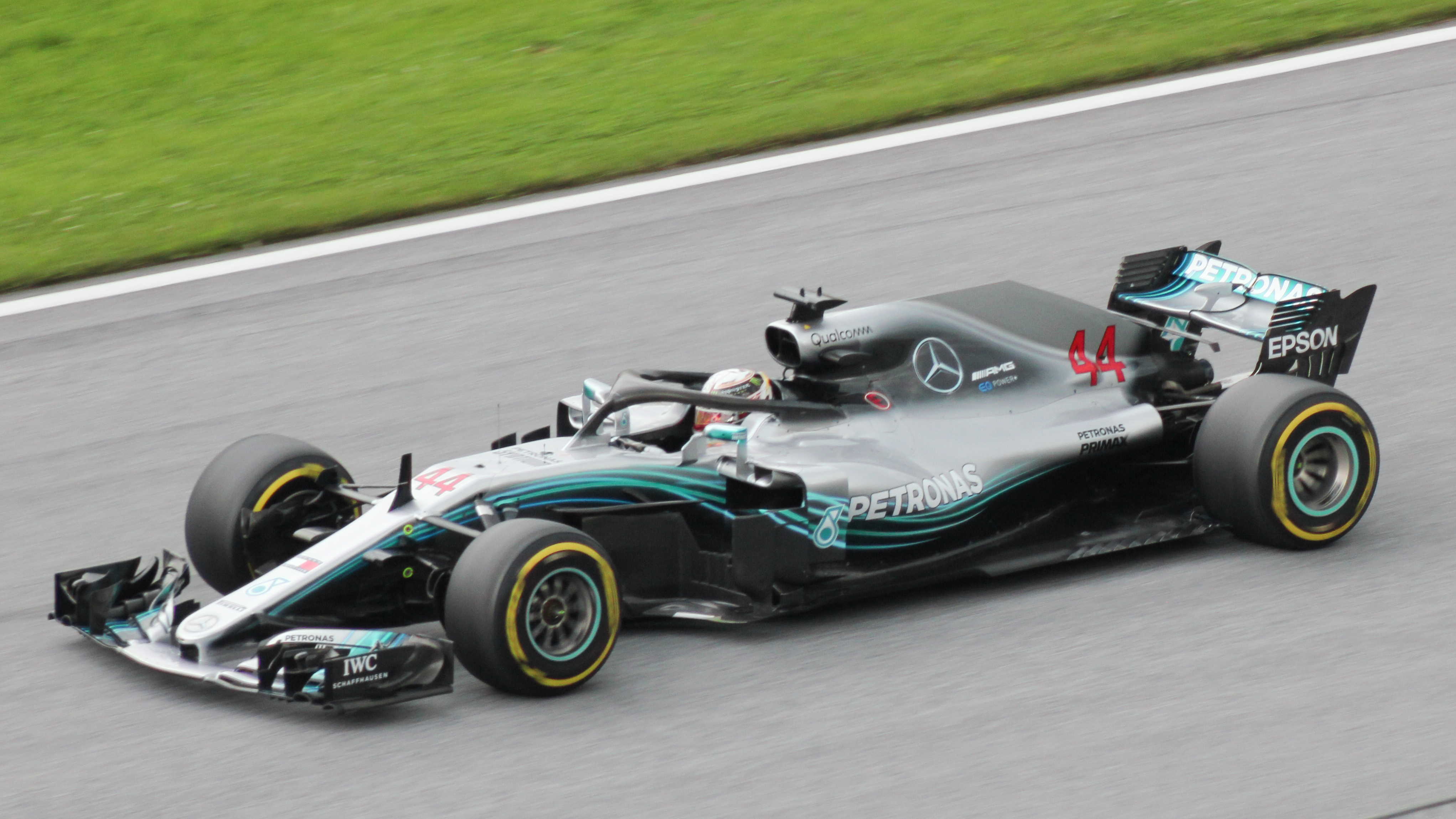
Lewis Hamilton pilotando el W09.

Mercedes no entró como claro favorito para ser campeón de constructores de 2018, cosa que pasó en 2015, 2016 y 2017, tras su decepcionante inicio de temporada: la primera victoria del equipo llegó en Azerbaiyán tras un pinchazo de Bottas a tres vueltas del final y un error de Vettel.
Esta fue sin duda la temporada en la que lo tendrían más difícil, pero en el GP de Alemania, el equipo volvió a soñar.
Bottas, a pesar de hacer dos poles y de ser el piloto con más vueltas rápidas, 7, no ganó ninguna carrera, siendo su mejor resultado un segundo puesto en siete carreras. Terminó la temporada 5º por detrás de los dos Ferrari y de Verstappen, con 247 puntos.
Hamilton se proclamó pentacampeón del mundo en el GP de México con 11 victorias, 17 podios y 11 poles. Además de volver a ganar a Vettel, batió un nuevo récord, el de más puntos obtenidos en el Campeonato de Pilotos: 408 frente a los 397 de Vettel de 2013.
Este terminó siendo el quinto campeonato consecutivo del equipo, convirtiéndose en el segundo equipo capaz de realizar esa hazaña, por detrás de Ferrari.

##### 2019: iguala el récord de Ferrari

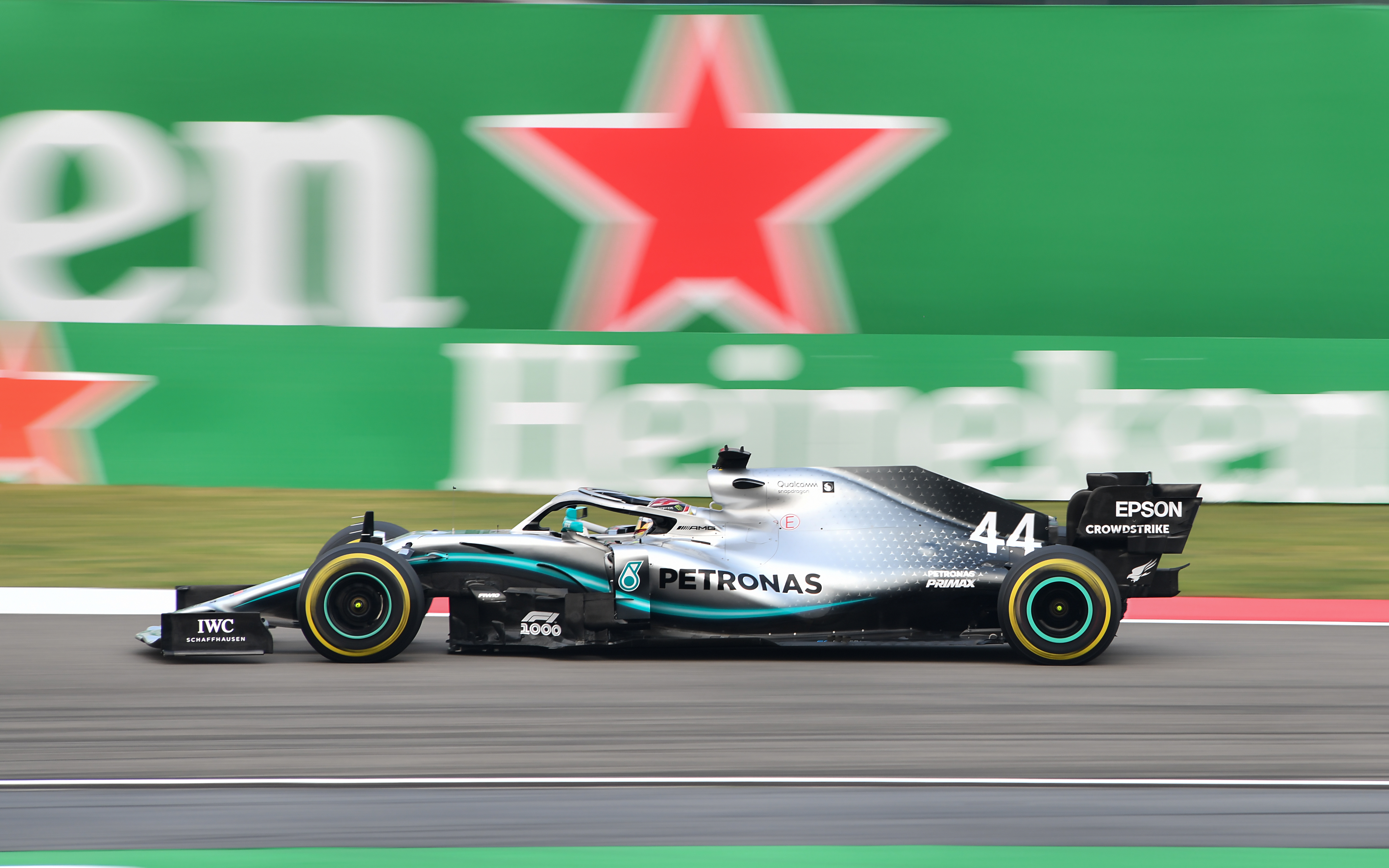
Lewis Hamilton pilotando el W10.

Si en 2018 tuvieron problemas, en 2019 Mercedes regresó a dominar el campeonato.
Lewis Hamilton volvió a ser campeón del mundo con 413 puntos, un nuevo récord, con Valtteri Bottas subcampeón, siendo la primera vez desde 2016 que ambos terminaran primero y segundo en el campeonato de pilotos.
En 2019 obtuvieron su sexto campeonato consecutivo, siendo el segundo equipo tras Ferrari en obtener 6 campeonatos seguidos.

##### 2020: dominación
En la pretemporada asustaron a todos los equipos por el DAS, el sistema usado para controlar la suspensión en las rectas.
En tan solo 7 carreras, el equipo ganó 6 de ellas, destacando solo una de ellas, la de Gran Bretaña, donde los dos Mercedes y Carlos Sainz Jr. pincharon el neumático delantero izquierdo, terminando Hamilton primero, Bottas undécimo y Sainz decimotercero. La última vez que un equipo hacía esta racha, sin contar Mercedes, fue Brawn GP en 2009.
Esa temporada, Hamilton batió el récord de más podios en Fórmula 1 con 157, por delante de los 155 de Michael Schumacher.

#### Años recientes

##### 2021: vencidos por el Red Bull de Verstappen
En el año 2021 Mercedes ganó el octavo mundial de constructores consecutivo, pero no tan cómodamente.
Lo presionó muy de cerca la escudería Red Bull. Esta batalla para Mercedes por el campeonato no se producía desde 2018 con la guerra entre Mercedes y Ferrari por el campeonato. Mercedes se coronó en constructores por 28 puntos, pero en el campeonato de pilotos, Lewis Hamilton y Max Verstappen llevaron la lucha hasta la última carrera en Abu Dhabi, llegando empatados en puntos.
El piloto británico tenía el título prácticamente en el bolsillo. Mostrando superioridad desde que se apagaron las luces con una gran salida, le arrebató la primera posición al coche 33 en la primera curva y con una polémica salida de pista en la curva 5 siguió con la primera posición y dominó hasta las últimas vueltas, pero el accidente de un Williams le dio oportunidad al piloto de Países Bajos, que con ayuda de una "gran estrategia" por parte de su equipo logró ganar la carrera en el giro final, consagrándose campeón por primera vez.

##### 2022: fichaje de George Russell
Para la temporada 2022, la escudería actualizó su alineación. Manteniendo a Hamilton en el primer asiento, y fichando a George Russell para ser su nuevo compañero. Mientras que Bottas dejó el equipo y fichó por Alfa Romeo. Terminó en la tercera plaza del Mundial de Constructores, por detrás de Red Bull y Ferrari, sumando solo una victoria en Grandes Premios, por George Russell en el Gran Premio de Brasil.
Russel terminó en la cuarta plaza del Mundial de pilotos, mientras que Hamilton terminó solo en la sexta, siendo superado por su compañero de equipo y ambos pilotos de Red Bull y Ferrari.

#### 2023: Primer año en la era híbrida sin victorias
Para la temporada 2023, está apostando por la misma pareja de pilotos. Su coche fue presentado el día 15 de febrero.

## Como proveedor de motores

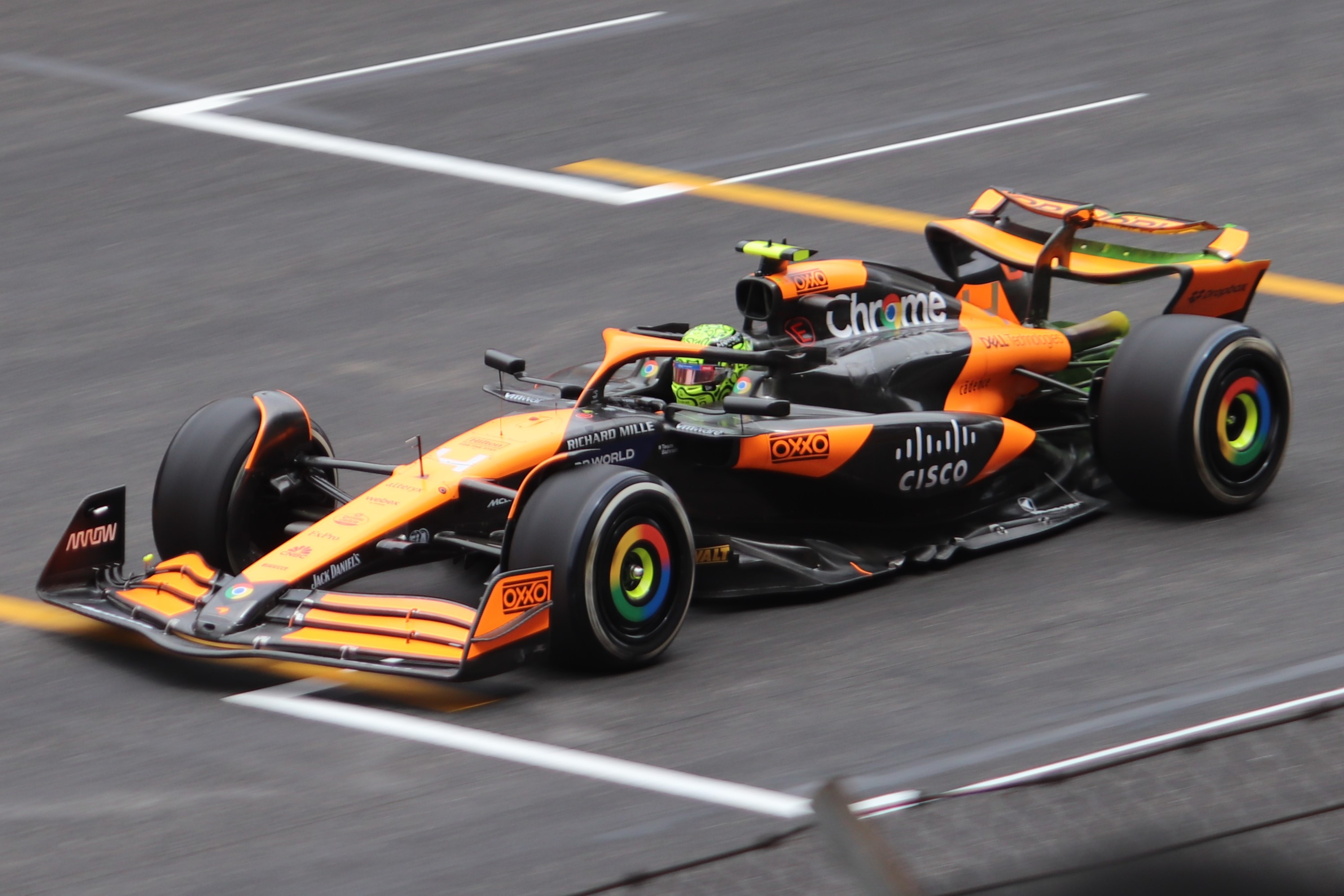
McLaren es el último constructor en ser campeón como cliente de Mercedes.

La empresa volvió de forma no oficial suministrando motores a Sauber en la temporada 1993, aunque esta asociación se hizo oficial un año después.
A partir de 1995, Mercedes suministró motores a McLaren, adquiriendo además un 45% del equipo y convirtiéndose en uno de sus socios principales. Son muchos los éxitos cosechados a raíz de esta alianza: 3 Campeonatos de Pilotos y 1 de Constructores (hasta 2008).
A partir de 2009, la marca de la estrella empezó a suministrar motores a la recién creada Brawn GP (escudería formada tras la salida de Honda F1 Team y con orígenes en la extinta escudería Tyrrell Racing) y se asoció también con Force India, suministrando el motor y caja de cambios a esta escudería. Brawn ganó los campeonatos de pilotos y de constructores de la temporada 2009 sin apenas dar opciones a sus rivales, mientras el equipo indio logró mejorar claramente sus prestaciones.
Mercedes-Benz regresó a la categoría, luego de su primera participación como equipo, como proveedor de motores en 1994, en asociación la empresa británica Ilmor. Suministró motores V10 a Sauber ese año, pero al año siguiente cambió a McLaren. En 2009 se sumaron Force India (que había debutado el año anterior con Ferrari) y el nuevo Brawn GP, este último obtuvo el Mundial de Constructores ese mismo año y fue adquirido por Mercedes-Benz para la temporada siguiente. En 2014 se sumó Williams, y en 2015 McLaren, tras de dos temporadas sin victorias, pasó a ser suministrado por Honda, luego de una asociación que duró casi 20 años y logró 2 títulos en constructores. También suministró a Lotus F1 Team en 2015 y Manor Racing en 2015 y 2016, respectivamente.
Actualmente la escudería suministra motores a Aston Martin, Williams y a McLaren, desde inicios de la temporada 2021.
A partir de la temporada de Fórmula 1 de 2026, la escudería suministrará motores a Williams, McLaren y a Alpine tras la decisión de la escudería francesa a renunciar a su motor propio.Además de la asociación de Aston Martin con Honda, que terminaría con la asociación de Mercedes con la estructura de Silverstone tras 17 años.

## Resultados

### Pilotos
| Pilotos               | Carreras | Victorias | Poles | VR | Podios | Puntos | Títulos |
| --------------------- | -------- | --------- | ----- | -- | ------ | ------ | ------- |
| Lewis Hamilton        | 225      | 81        | 76    | 52 | 143    | 3697,5 | 6       |
| Nico Rosberg          | 136      | 23        | 30    | 18 | 56     | 1519   | 1       |
| Valtteri Bottas       | 101      | 10        | 20    | 18 | 57     | 1327   | 0       |
| George Russell        | 80       | 3         | 2     | 4  | 9      | 329    | 0       |
| Michael Schumacher    | 58       | 0         | 1     | 1  | 1      | 197    | 0       |
| Juan Manuel Fangio    | 12       | 8         | 7     | 5  | 10     | 82     | 2       |
| Karl Kling            | 11       | 0         | 0     | 1  | 2      | 17     | 0       |
| Stirling Moss         | 6        | 1         | 1     | 2  | 3      | 23     | 0       |
| Hans Herrmann         | 6        | 0         | 0     | 1  | 1      | 9      | 0       |
| Piero Taruffi         | 2        | 0         | 0     | 0  | 1      | 9      | 0       |
| Andrea Kimi Antonelli | 12       | 0         | 0     | 1  | 1      | 63     | 0       |
| Hermann Lang          | 1        | 0         | 0     | 0  | 0      | 0      | 0       |
| André Simon           | 1        | 0         | 0     | 0  | 0      | 0      | 0       |
| Fuente:               |          |           |       |    |        |        |         |

## Monoplazas
La siguiente galería muestra los diferentes modelos utilizados por Mercedes en Fórmula 1.
|                           |
| Mercedes-Benz W196 (1954) |

|                           |
| Mercedes-Benz W196 (1955) |

|                         |
| Mercedes MGP W01 (2010) |

|                         |
| Mercedes MGP W02 (2011) |

|                        |
| Mercedes F1 W03 (2012) |

|                        |
| Mercedes F1 W04 (2013) |

|                               |
| Mercedes F1 W05 Hybrid (2014) |

|                               |
| Mercedes F1 W06 Hybrid (2015) |

|                               |
| Mercedes F1 W07 Hybrid (2016) |

|                                      |
| Mercedes AMG F1 W08 EQ Power+ (2017) |

|                                      |
| Mercedes AMG F1 W09 EQ Power+ (2018) |

|                                      |
| Mercedes AMG F1 W10 EQ Power+ (2019) |

|                                           |
| Mercedes-AMG F1 W11 EQ Performance (2020) |

|                                          |
| Mercedes-AMG F1 W12 E Performance (2021) |

|                                          |
| Mercedes-AMG F1 W13 E Performance (2022) |

|                                          |
| Mercedes-AMG F1 W14 E Performance (2023) |

|                                          |
| Mercedes-AMG F1 W15 E Performance (2024) |